# Ulmu (gmina w okręgu Călărași)
Ulmu – gmina w Rumunii, w okręgu Călărași. Obejmuje miejscowości Chirnogi, Făurei, Ulmu i Zimbru. W 2011 roku liczyła 1561 mieszkańców. 